# Oberwürschnitz (Neuwürschnitz)

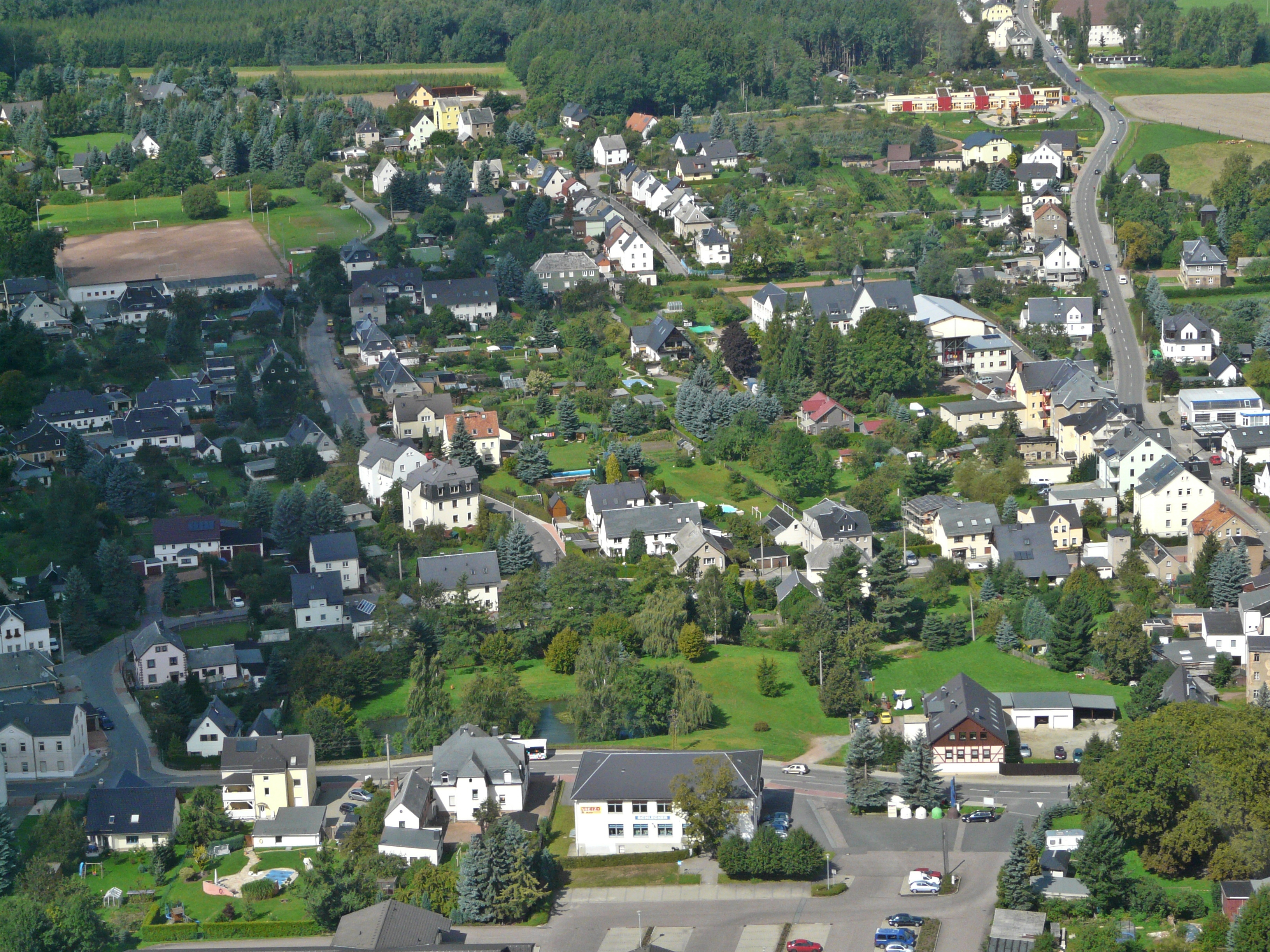
Blick auf Oberwürschnitz

Oberwürschnitz bildet zusammen mit Neuwiese den Ortsteil Neuwürschnitz der Stadt Oelsnitz/Erzgeb.

## Geographische Lage
Das Dorf liegt an der Würschnitz. Südlich und östlich der Ortslage verläuft die A 72, die Anschlussstelle Stollberg-West befindet sich in unmittelbarer Nähe. Südwestlich von Oberwürschnitz liegt Neuwiese, im Norden der Oelsnitzer Ortsteil Neuoelsnitz und die Gemeinde Niederwürschnitz.

## Geschichte

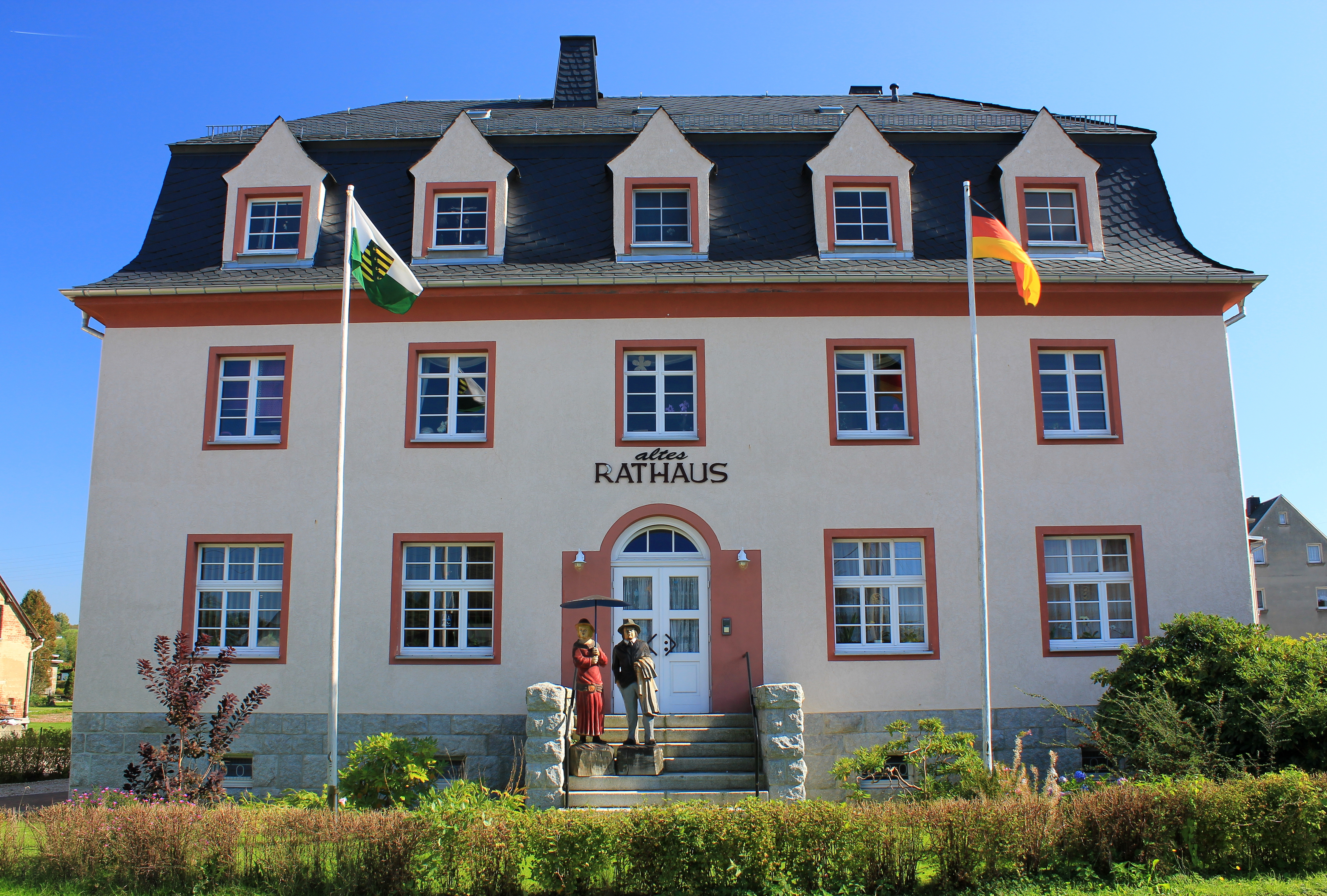
Das alte Rathaus in Oberwürschnitz

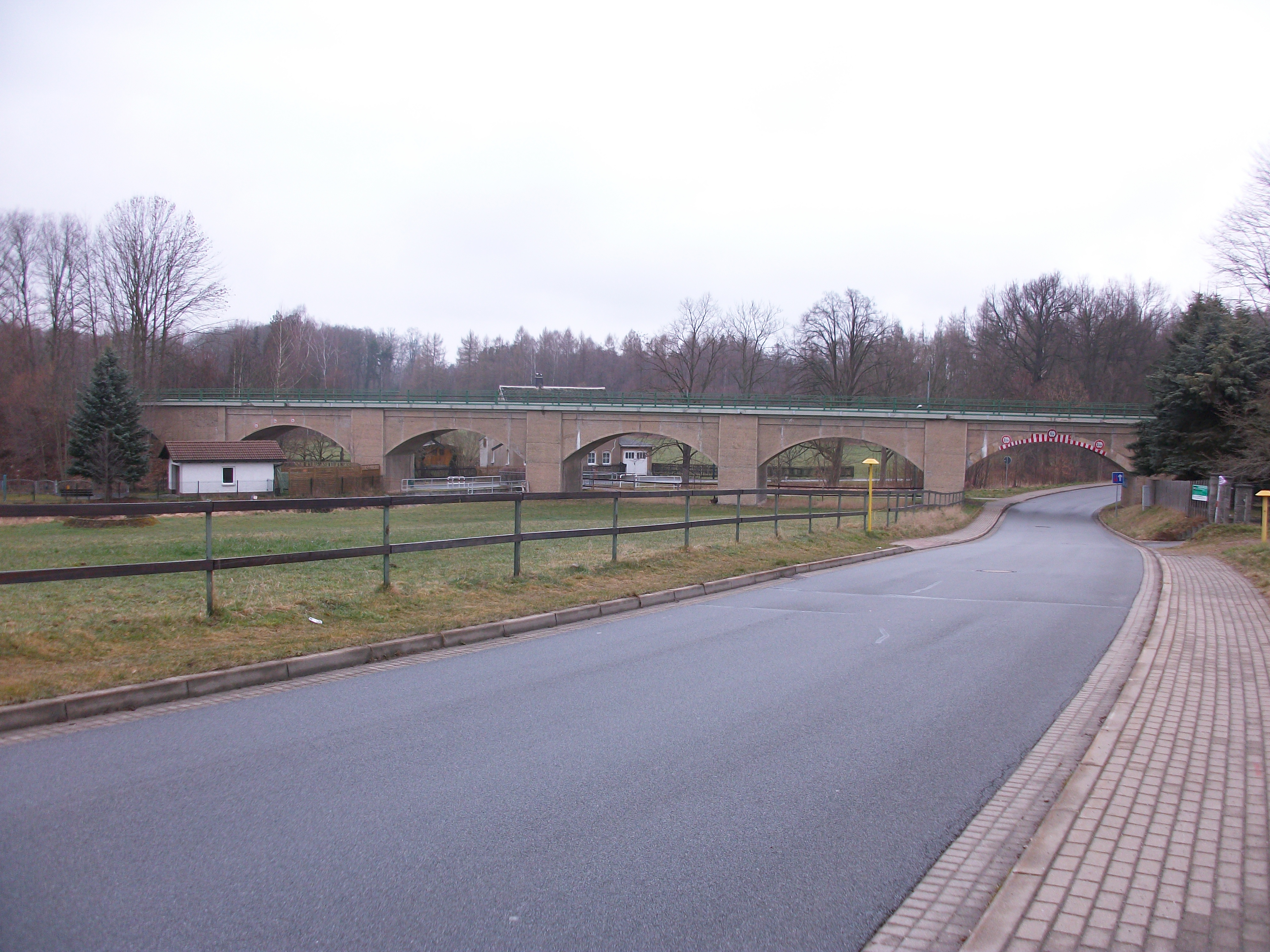
Eisenbahnviadukt in Oberwürschnitz

Oberwürschnitz entstand bereits in der Zeit der Ostexpansion als stattliches Reihendorf mit Waldhufenflur (1900: 500 ha). Die erste urkundliche Erwähnung als Obirnwirßnicz datiert jedoch erst aus dem Jahre 1447. Noch 1840 war der Ort nach Stollberg/Erzgeb. gepfarrt. 1908 erhielt er einen eigenen Pfarrsaal. Die Bauern von Oberwürschnitz mussten nach Oelsnitz/Erzgeb. fronen. Zwei Bauerngehöfte besitzen noch Oberlaubengänge (Hartensteiner Str. 6 und 20), außerdem existiert ein um 1780 errichtetes Umgebindehaus (Hartensteiner Str. 113).
Die zahlreichen Leinweber und Strumpfwirker gehörten den Oelsnitzer Innungen an. Aus den Revolutionstagen von 1848 wird berichtet, dass sich Bewohner aus Neuwiese und Oberwürschnitz am 5. April am Zug nach Waldenburg beteiligten. Die Lohnarbeiter schlossen sich schon frühzeitig der Arbeiterbewegung an. Das erste Treffen Wilhelm Liebknechts mit hiesigen Arbeitern fand 1868 in Oberwürschnitz statt. Nach 1919 waren die KPD und ihre Massenorganisationen in beiden Ortsteilen stark vertreten.
Die Genossenschaftsbauern von Neuwürschnitz arbeiteten vor allem auf dem Gebiet der Rinderzucht und Milchviehhaltung in der LPG Albert Funk. Die Pflanzenproduktion erfolgte auf großen Schlägen, die zu einem Teil erst durch Melioration urbar gemacht wurden. Es wurde die damals modernste Technik eingesetzt, einschließlich Agrarflugzeugen der benachbarten LPG Oelsnitz. Später wurden die großflächigen Entwässerungen von Teich- und Buschlandschaft kritisch gesehen, da dabei Biotope zerstört wurden, die heute als schützenswert gelten.
Die Industrieproduktion ist unbedeutend.

## Die Oberwürschnitzer Bauernteiche
Zu jedem der 17 früheren Bauerngüter in Oberwürschnitz (heute Neuwürschnitz) gehörte ein Teich, der mit einer Ausnahme im Garten neben dem Bauernhof lag. Als zwischen 1835 und 1842 für die Zwecke der Steuerberechnung kartografische Einzelaufnahmen der Gemeinden angefertigt wurden, entstand auch das „Verzeichnis sämtlicher innerhalb der Flurgrenzen des Dorfes Oberwürschnitz gelegenen einzelnen Fluren und Grundstücke an Feldern, Wiesen, Holzungen, Lehden und Teichen“. Die Karte und das Verzeichnis wurden zunächst in jeder Gemeinde aufbewahrt, gingen jedoch, wie in Oberwürschnitz, meist verloren. Das Staatsarchiv in Dresden bewahrt die Originale auf.
In Oberwürschnitz findet man im niederen Ortsteil bis zum Viehwegergut keinen hofanliegenden Teich. Sie befinden sich auf der Stollberger Seite an der Flurgrenze, auf der Seite nach Oelsnitz mitten in der Flur. Bei der Reliefmelioration 1973/74 sind die Teiche bis auf einen am Waldrand und einen an den Hecken beseitigt worden.
Die hofanliegenden Teiche wurden in der zweiten Hälfte des 19. Jh. Hauptsächlich für den Flachs gebraucht, der damals eine sehr wichtige Anbaupflanze war. In den Teichen wurde der Flachs eingeweicht, „geröstet“, und die grünen Teile faulten ab. Das verursachte einen unangenehmen Geruch. Ein einziger Flurname, nämlich das „Ries“, für einen aufgefüllten Teich im mittleren Anger erinnert noch an die Bedeutung der Teiche für die Flachsaufbereitung.
Die nahen Teiche hatten jedoch bereits eine andere Aufgabe beim Bau der Gehöfte zu erfüllen. Sie wurden als Baugruben genutzt, in denen der Lehm im Wasser getreten wurde, um ihn geschmeidig zu machen und ihn von Steinen zu befreien. Die mit Stroh umwickelten Stecken wurden mit Lehm umschmiert, ins Fachwerk eingefügt und die daraus entstehenden „Lehmwellerwand“ durch Glätten mit Lehm fertiggestellt. Wenn solche Gebäude heute abgebrochen oder ausgebaut werden, sieht man die damalige Bauweise.
Beim Böttchergut (Kindergarten) war kein Platz für einen Teich, denn hinter dem Haus stieg das Gelände steil an und es befand sich dort ein kleiner Steinbruch. Für dieses Gut lag deshalb der „Bauteich“ auf der Oelsnitzer Seite neben einem anderen größeren Teich und hieß das „Lehmloch“. Das als Müllabladeplatz dienende „Lehmloch“ und der Nachbarteich wurden bei der Melioration 1972/74 zugefüllt.
Am 1. April 1934 wurde Oberwürschnitz mit Neuwiese zur neuen Gemeinde Neuwürschnitz vereinigt,  welche wiederum zum 1. Januar 1999 nach Oelsnitz/Erzgeb. eingemeindet wurde.